# 图布信苏木
图布信苏木，是中华人民共和国内蒙古自治区通辽市科尔沁左翼中旗下辖的一个乡镇级行政单位。

## 行政区划
图布信苏木下辖以下地区：
后召斯冷嘎查、前召斯冷嘎查、四合屯村、哈珠嘎查、永胜村、得胜村、后聂家窑村、前杏树岗村、后杏树岗村、局长窝堡村、前吐古伦嘎查、努合嘎查、查干莫力嘎查、大七棵树村、东七棵树村、后七棵树村、护林屯村、于海屯村、西李家窝堡村、东李家窝堡村、后吐古伦嘎查、巴彦哈日嘎查、巴彦温都尔嘎查、沙莫营子村和乌兰灯嘎查。